# Плат (Межиця)
Плат (словен. Plat) — поселення в общині Межиця, Регіон Корошка, Словенія. Висота над рівнем моря: 1013 м.